# فرویاخ، کاچ
فرویاخ (به آلمانی: Frojach-Katsch) یک منطقهٔ مسکونی در اتریش است که در مورو واقع شده‌است. فرویاخ ۳۸٫۸۹ کیلومتر مربع مساحت دارد ۷۶۲ متر بالاتر از سطح دریا واقع شده‌است.